# Григорчук Лідія Михайлівна
Григорчук Лідія Михайлівна (Коць, Коць-Григорчук) (24 листопада 1926, Львів — 14 січня 2018, Львів) — видатна українська мовознавиця, лінгвогеограф, діалектолог, палеограф, мистецтвознавець, професор, доктор філологічних наук з 1996. Дійсний член Наукового товариства ім. Шевченка (з 28 березня 1992 р.)

## Життєпис
Закінчила 1949 року Львівський університет.
Працювала (з перервою) в Інституті суспільних наук АН УРСР (Львів; з 1993 року — Інститут українознавства HAH України): молодший науковий співробітник (1956—1972), старший науковий співробітник (2000—2002).
У 1973—1982 роках була науковим співробітником ЦДІА України (Львів), у 1988—1998 роках — Львівського музею українського мистецтва. Одночасно — професор Львівського національного університету (з 1997) та Львівської академії мистецтв (1999—2000).
1950 року була незаконно репресована. Реабілітована 1956 року.
2005 року нагороджена почесною відзнакою «За досягнення в розвитку культури і мистецтв». 2006 року — Лауреат Державної премії України у галузі науки і техніки.
Лідія Коць-Григорчук відіграла визначну роль у створенні «Атласу української мови» (1988), особливо його другого тому, де опубліковано 86 її карт. Була редактором цього тому, проте у зв'язку з репресіями її прізвище викреслено. Була усунута від подальшого укладання лінгвістичних карт, її ім'я було вилучене зі складу редакційної колегії другого тому «Атласу української мови», були залишені лише відомості про авторство карт.
Започаткувала в Україні системне вивчення написів (дипінті) на творах українського середньовічного малярства (станкового). Важливим є те, що праця над творами українського малярства дозволила Ліді Коць-Григорчук змінити в бік давнини датування ймовірного написання окремих ікон, а також завдяки методу лінгвогеографічного атрибутування встановити місця походження іконописців та доповнити відомості про деякі малярські осередки. Проаналізувала часовий зв'язок між особливостями зображення і способами накреслювання літер, визначила специфіку українського типу в'язі.
Померла 14 січня 2018 року на 92 році життя.

## Праці
- з граматики української літературної мови (монографія «Дієприслівник у сучасній українській літературній мові. Специфіка зв'язків і значень», 1964; статті),
- з української мовної ареалогії (монографія «Лінгвістично-географічне дослідження українського діялектного простору» [Архівовано 19 лютого 2022 у Wayback Machine.], 2002),
- з теорії лінгвістичної географії (статті «Зображення діалектних явищ і тенденцій у II томі Атласу української мови», 1970; «Український діалектний парокситонічний наголос», 1993; «Особливе українське діалектне утворення», 1995, та ін.),
- з палеографії та епіграфіки («Написи на творах українського живопису і шрифти видань Франциска Скорини», 1980; «Книжні шрифти і дипінті творів українського мистецтва XIV—XV ст.», 1981 — обидві російською мовою; «Написи на іконах Богородиці Одигітрії з пророками», 1995, та ін.),
- з проблем історії української мови та правопису,
- «Атлас української мови» (т. 2, 1988) — співавтор,
- «Нове про найдавніші зразки українського іконопису», (1991),
- «Дипінті українських середньовічних ікон» (2011),
- «Рельєф українського мовного простору (континуальні студії)» (2013)